# 十字山梅花
十字山梅花（学名：Philadelphus delavayi var. cruciflorus）为虎耳草科山梅花属下的一个变种。

## 扩展阅读
- 維基物種上的相關：十字山梅花